# Thomas Emmrich
Thomas Emmrich (* 21. Juli 1953 in Ost-Berlin) ist ein ehemaliger Tennisspieler der DDR.

## Karriere
Emmrich ist 46-facher DDR-Meister mit 17 Einzeltiteln sowie 29 Titeln in Doppel und Mixed (1970–1988). Zählt man Jugendmeister- sowie Mannschaftsmeistertitel hinzu, kommt er auf deutlich über 100 DDR-Meistertitel, wie in der DDR-TV-Sendung Außenseiter-Spitzenreiter einst nachgewiesen wurde.
Da der Tennissport in der DDR wenig Bedeutung hatte, insbesondere nach 1968/69, als er aus der Leistungssportförderung herausgenommen wurde, durfte Emmrich nicht in das „kapitalistische Ausland“ reisen und dort an Turnieren teilnehmen. Als ein Turnier in Sofia wohl wegen des Sponsors Volvo zum ATP-Turnier aufgewertet wurde, konnte Emmrich nach erfolgreich überstandener Qualifikation jedoch einmal in seinem Leben an einem Profiturnier teilnehmen und er erreichte die zweite Runde. Die Doppelausscheidung konnte er gemeinsam mit einem tschechischen Partner sogar gewinnen. Insgesamt erspielte Emmrich bei diesem Turnier umgerechnet etwa 2000 € Preisgeld, die er als Amateur jedoch nicht annehmen durfte, worauf ein mitgereister DDR-Funktionär streng achtete. Emmrichs Vorschlag, das Geld dem DDR-Tennisverband zugutekommen zu lassen, wurde keine Beachtung geschenkt, so dass das Preisgeld verfiel. Kurzzeitig wurde Emmrich in der ATP-Weltrangliste geführt, seine höchste Position war am 22. Dezember 1980 Platz 482. Martina Navrátilová, mit der Emmrich für eine Zeit lang eine Beziehung hatte, war der Meinung, dass Emmrich ohne die Reisesperre die Fähigkeit gehabt hätte, ein Grand-Slam-Turnier zu gewinnen.
Bei der Universiade (Studenten-Weltmeisterschaften) wurde Emmrich 1977 Zweiter im Doppel, 1973 und 1981 Vierter im Einzel; jeweils mindestens einmal internationaler Meister aller europäischen sozialistischen Länder mit Ausnahme der ČSSR. Emmrich konnte in seiner Karriere unter anderem 1975 im Endspiel des Hallenturniers von Sofia Leo Palin aus Finnland bezwingen, der zuvor den Wimbledon-Finalisten von 1973, Alexander Metreweli aus der UdSSR, besiegt hatte. Ebenfalls besiegt hat er Tomáš Šmíd und in einer von zwei Begegnungen die spätere Nr. 1 der Tennisweltrangliste, Ivan Lendl, der bei dieser Begegnung allerdings noch recht jung war.
Seit dem 17. Lebensjahr war Emmrich die Nr. 1 der Rangliste der DDR, in der er im Einzel 16 Jahre lang ungeschlagen blieb. An Auszeichnungen erhielt Emmrich in der DDR den Titel Meister des Sports und die Artur-Becker-Medaille der FDJ in Silber. Trotz mehrfacher Aufforderung trat Emmrich bis zur Wende der SED nicht bei.
Bei den Jungsenioren (35 bis 45 Jahre) wurde Emmrich 1995 und 1996 Europameister im Doppel, 1996 Vizeeuropameister im Einzel sowie 1991 und 1992 Deutscher Meister im Einzel und Doppel. Von 1998 bis 2003 wurde er fünfmal Seniorenmeister in der Altersklasse (AK) 50+. 2003 gehörte Emmrich zum deutschen Team, das Weltmeister der Mannschaften in der AK 50+ wurde. Im selben Jahr wurde er Vizeweltmeister im Doppel der AK 50+ (2003). 2006 wurde Emmrich sowohl Deutscher Meister als auch Europameister in der Altersgruppe 50+. Bei den Herren 55 wurde er gemeinsam mit der Mannschaft des TC Weiß-Blau Hemer Deutscher Mannschaftsmeister 2008.
Emmrichs kürzeste Partie dauerte nur 18 Minuten - beim 6:0, 6:0 im Finale einer DDR-Pioniermeisterschaft Anfang der 60er Jahre in Blankenburg. Seine längste Partie dauerte 4:45 Std. - 1970 in Kiew beim 6:4, 2:6, 5:7, 10:8, 6:4 gegen Koljaskin (UdSSR) im Turnierfinale der Nachwuchsspitze sozialistischer Länder.
1990 heiratete Emmrich seine in der Tennis-Regionalliga spielende Ehefrau Monika, mit der er bereits über zehn Jahre zusammengelebt hatte. Das Paar hat zwei Kinder, den 1984 geborenen Tennisprofi Martin Emmrich sowie die vier Jahre ältere Manuela.
Heute leitet Emmrich eine Tennisakademie in Hilden.

## Erfolge
| Legende                       |
| Grand Slam                    |
| Tennis Masters Cup            |
| ATP Masters Series            |
| ATP International Series Gold |
| ATP International Series (1)  |

### Doppel

#### Turniersiege
| Nr. | Datum             | Turnier | Belag       | Partner     | Finalgegner                 | Ergebnis      |
| --- | ----------------- | ------- | ----------- | ----------- | --------------------------- | ------------- |
| 1.  | 20. Dezember 1981 | Sofia   | Teppich (i) | Jiří Granát | Ismail El Shafei Rick Meyer | 7:6, 2:6, 6:4 |

#### Finalteilnahmen
| Nr. | Datum             | Turnier | Belag       | Partner       | Finalgegner                         | Ergebnis      |
| --- | ----------------- | ------- | ----------- | ------------- | ----------------------------------- | ------------- |
| 1.  | 21. Dezember 1980 | Sofia   | Teppich (i) | Vadim Borisov | Hartmut Kirchhübel Robert Reininger | 6:4, 3:6, 4:6 |